# Proctoporus machupicchu
Espèce
Proctoporus machupicchu est une espèce de sauriens de la famille des Gymnophthalmidae.

## Répartition
Cette espèce est endémique de la province d'Urubamba dans la région de Cuzco au Pérou.

## Description
Les 2 spécimens adultes femelles observés lors de la description originale mesurent entre 41,20 mm et 46,70 mm de longueur standard.

## Étymologie
Son nom d'espèce lui a été donné en référence à son lieu de découverte, le Machu Picchu.

## Publication originale
- Mamani, Goicoechea & Chaparro, 2015 : A new species of Andean lizard Proctoporus (Squamata: Gymnophthalmidae) from montane forest of the Historic Sanctuary of Machu Picchu, Peru. Amphibian & Reptile Conservation, vol. 9, no 1, p. 1–11 (texte intégral).